# Haematera rubra
Haematera rubra är en fjärilsart som beskrevs av William James Kaye 1904. Haematera rubra ingår i släktet Haematera och familjen praktfjärilar. Inga underarter finns listade i Catalogue of Life.